# 赤龍王
『赤龍王』（せきりゅうおう）は、本宮ひろ志による日本の漫画。単行本は集英社ジャンプ・コミックスより全9巻。総集編全6巻。デラックス版全7巻。集英社文庫全5巻。SJR版全4巻。

## 内容
1986年13号より『週刊少年ジャンプ』に連載。前漢の高祖劉邦を主人公に項羽をメインとした古代中国の秦末期から楚漢戦争終結までを描いた物語である。
古代中国の歴史を題材にした同作者の漫画『天地を喰らう』よりも史実に近い内容だが、虞美人が秦の後宮に入る前の一時期に劉邦の妻となったり、項羽が叔父項梁の仇討ちとして王離を討ち取ったり、章邯の叔父と息子たち が登場したり、鴻門の会では項伯（項羽の叔父）ではなく張良が剣舞したり、滎陽での劉邦の囮が紀信 ではなく曹参だったりするなど、司馬遼太郎の『項羽と劉邦』や久松文雄の漫画『史記』（原作：久保田千太郎）のうち『項羽と劉邦』の影響を受けたオリジナルの要素もある。さらに張良が始皇帝暗殺に雇った旧魏の武将だった「田士」や王陵の子分の「蒙亥」といった架空人物も登場する。
『週刊少年ジャンプ』本誌での連載は項羽が宋義を斬ったところで終了し（1987年12号）、当時は不定期刊であった『スーパージャンプ』に移籍となったが、そこでの連載も2話にとどまった（劉邦の関中入りまで）。単行本と並行して出版された総集編（B5判の増刊号）は5巻と6巻が描き下ろしで刊行され（ジャンプ・コミックスの7巻以降に相当）、1989年5月に完結した。そのため、劉邦の漢中脱出以降は駆け足の展開となり、韓信の活躍は大幅に省略されている。また終盤での項羽は男前になり虞美人と悲劇的に別れ自身も敗者の美学を表すかのような華々しい最期を遂げた。一方、劉邦は小悪党の頭目顔に変貌し自身の出番は項羽の追撃を命令するところで終わり、エピローグは項羽自害後の戦後処理をまとめただけで漢陣営が勝利を喜ぶ描写もなく、功臣を粛清したと説明して物語を締めくくっている。
2022年時点で、本宮自身の『週刊少年ジャンプ』における最後の連載作品。

## ゲーム化
1989年2月には、サンソフトよりファミリーコンピュータ用アドベンチャーゲーム『赤龍王』が発売された。2018年7月7日発売のニンテンドークラシックミニ ファミリーコンピュータ週刊少年ジャンプ50周年記念バージョンに、ジャンプ関連のファミコンソフト20作品のひとつとして収録された。